# Bira-Huku (D.30) jezici
Bira-Huku (D.30) jezici, jedna od pet podskupina centralnih bantu jezika zone D, koji su rašireni na području Demokratske Republike Kongo u Africi, koju čine zajedno s jezicima bembe (D.50), enya (D.10), lega-kalanga (D.20) i Nyanga (D.40) s jedinim jezikom nyanga [nyj]. Podskupina obuhvaća (14) jezika, to su: 
- amba [rwm] (Uganda);
- homa [hom] (Sudan), ostali su iz Demokratske Republike Kongo,
- bera [brf];
- bhele [bhy];
- bila [bip];
- bodo [boy];
- budu [buu];
- kaiku [kkq];
- kango [kzy];
- komo [kmw];
- mbo [zmw];
- ndaka [ndk];
- nyali [nlj];
- vanuma [vau].[1]

## Vanjske poveznice
- Ethnologue (14th)
- Ethnologue (15th)